# Nadine Müller
Nadine Müller (Leipzig, 21. studenog 1985.) njemačka je bacačica diska, europska i svjetska doprvakinja u toj disciplini.